# Плэсид-Лейкс
Плэсид-Лейкс (англ. Placid Lakes) — статистически обособленная местность, расположенная в округе Хайлендс (штат Флорида, США) с населением в 3054 человека по статистическим данным переписи 2000 года.

## География
По данным Бюро переписи населения США статистически обособленная местность Плэсид-Лейкс имеет общую площадь в 47,45 квадратных километров, из которых 47,37 кв. километров занимает земля и 0,05 кв. километров — вода. Площадь водных ресурсов округа составляет 0,11 % от всей его площади.

## Демография
По данным переписи населения 2000 года в Плэсид-Лейкс проживало 3054 человека, 990 семей, насчитывалось 1344 домашних хозяйств и 1615 жилых домов. Средняя плотность населения составляла около человека на один квадратный километр. Расовый состав населённого пункта распределился следующим образом: 89,69 % белых, 5,27 % — чёрных или афроамериканцев, 0,79 % — коренных американцев, 1,05 % — азиатов, 0,03 % — выходцев с тихоокеанских островов, 1,21 % — представителей смешанных рас, 1,96 % — других народностей. Испаноговорящие составили 10,51 % от всех жителей статистически обособленной местности.
Из 1344 домашних хозяйств в 21,1 % воспитывали детей в возрасте до 18 лет, 62,6 % представляли собой совместно проживающие супружеские пары, в 8,6 % семей женщины проживали без мужей, 26,3 % не имели семей. 21,9 % от общего числа семей на момент переписи жили самостоятельно, при этом 15,1 % составили одинокие пожилые люди в возрасте 65 лет и старше. Средний размер домашнего хозяйства составил 2,27 человек, а средний размер семьи — 2,59 человек.
Население статистически обособленной местности по возрастному диапазону по данным переписи 2000 года распределилось следующим образом: 19,0 % — жители младше 18 лет, 4,4 % — между 18 и 24 годами, 18,6 % — от 25 до 44 лет, 22,9 % — от 45 до 64 лет и 35,2 % — в возрасте 65 лет и старше. Средний возраст жителей составил 53 года. На каждые 100 женщин в Плэсид-Лейкс приходилось 92,1 мужчин, при этом на каждые сто женщин 18 лет и старше приходилось 90,7 мужчин также старше 18 лет.
Средний доход на одно домашнее хозяйство статистически обособленной местности составил 31 914 долларов США, а средний доход на одну семью — 36 925 долларов. При этом мужчины имели средний доход в 27 222 доллара США в год против 17 813 долларов среднегодового дохода у женщин. Доход на душу населения статистически обособленной местности составил 31 914 долларов в год. 4,4 % от всего числа семей в населённом пункте и 6,0 % от всей численности населения находилось на момент переписи населения за чертой бедности, при этом 7,0 % из них были моложе 18 лет и 3,0 % — в возрасте 65 лет и старше.